# Baetis macani
Baetis macani is een haft uit de familie Baetidae. De wetenschappelijke naam van de soort is voor het eerst geldig gepubliceerd in 1957 door Kimmins.
De soort komt voor in het Nearctisch gebied en het Palearctisch gebied.